# Атанас Славов
Атанас Петков Славов (псевдо Асен Асенов, Анастасио Дел Монте, Ананас Сладов; нар. 29 липня 1947 року, Бургас - 6 травня 2022 року
, Софія) — болгарський письменник-фантаст, критик, перекладач, видавець та художник. Один із піонерів фантастикознавства в Болгарії та найбільших болгарських дослідників фантастики у всіх її проявах. Член Ради фантастичної та пригодницької літератури (м. Москва). Член організації професійних фантастів «World SF» (1990—1995). В 2003—2008 роках був членом редколегії українського російськомовного журналу фантастики «Реальность фантастики».

## Фантастикознавець і видавець
Працював буровим техніком, монтажником, будівельником, журналістом та ін.
Засновник одного з перших у Болгарії клубу фантастів «Terra Fantasy» (1968, Бургас) і його керівник (1968—1972 роки). В 1972 році переїжджає до Софії. У столиці Славов створює Інтегральний клуб фантастики прогностики і евристики «Іван Єфремов» і стає його багаторічним художнім керівником (1974—1989).
Один з авторів і укладачів унікального «Курсу фантастології».
У 1981 році був ініціатором, укладачем та співавтором у колективній монографії «Прогностика, фантастика, світогляд» — першої в своєму роді дослідницької книги в Болгарії. Активний організатор «Фестивалів фантастики» в Софії та Пловдиві.
Брав участь в упорядкуванні декількох антологій болгарської фантастики — «Моделі 1», «Моделі 2», «Моделі 3», «Моделі '89», «Нова Болгарська фантастика '91», «Моделіріум», «ВІРТ».
У 1990 році був залучений до створення видавництва «Орфія», першого приватного болгарського видавництва, орієнтованого виключно на фантастичну літературу; його президент був у 1991—1992 роках. Співзасновник фонду і видавництва фантастики «Бібліотека людини» (болг. «Човешката библиотека»). У рамках роботи Фонду він створює та публікує Fantasy and Future Almanac, інші видання.
Засновник і головний редактор англомовного журналу фантастики «Orphia». З 2000 року видавець і автор фензіну «Фантернет». З 2008 року Атанас Славов укладає і видає щорічний 500-сторінковий альманах «ФантАstika». Наразі вийшло 9 номерів альманаху.
Один з ініціаторів створення та найактивніший автор енциклопедичного сайту про болгарську фантастику «БГ-Фантастика», що став найбільшим Інтернет-ресурсом Болгарії, присвяченого фантастичній літературі.
Автор роману, більше 30 оповідань та понад 50 статей фантастикознавчої та мистецтвознавчої тематики.
На його рахунку чимало перекладів на болгарську мову радянських і російських письменників-фантастів: братів Стругацьких, Дмитра Біленкіна, Севера Гансовського, Іллі Варшавського, Олександра Щербакова, Анта Скаландіса, Євгена Лукіна та ін. Переклав на болгарську мову також і твори деяких українських фантастів, зокрема Володимира Савченка та Ігоря Росоховатського.

## Художник-графік
Інша грань творчості Славова — фантастичне мистецтво. Працює у жанрі комп'ютерної графіки, застосовує фрактально-математичні мотиви у своїх творах. Укладач і співукладач трьох альбомів фантастичного мистецтва: «Клуби Прогностики і фантастики» (1980), «Молоді художники-фантасти» (1981), «Образи фантастики» (2006).
Знаючи можливості комп'ютерних технологій, А. Славов почав створювати цифрові фрактальні зображення наприкінці 2000-х років. Ці картини дають уявлення про структуру тканин і енергію в них, про простори, наповнені фантастичними асоціаціями. Своїми новаторськими творами А. Славов створив, фактично, новий художній напрям у болгарському образотворчому мистецтві. Важливим елементом його картин є філософські заголовки.

## Творчість, нагороди
З 1970-х років, здебільшого, публіцистичні твори Славова регулярно публікуються у пресі. Художні твори письменника стали помітним явищем в болгарській фантастиці. Оповідання Славова займали призові місця на національних конкурсах, а твір «Сни для космодора» отримав нагороду фестивалю фантастики Східноєвропейських країн «Соцкон-1» (1989) — друге місце в міжнародному конкурсі оповідань. У 1992 році побачив світ єдиний поки великий твір письменника — соціально-фантастичний роман «Психопрограмований». Роман має антивоєнну та гуманістичну спрямованість, містить динамічний сюжет, дія відбувається у оригінальній атмосфері стимпанку.
Єдиний трикратний володар премії Єврокон (2003, 2004, 2015) у різних номінаціях.
Його оповідання були перекладені та видані німецькою, російською та англійською мовами.
Художні тексти Атанаса П. Славова відрізняються концептуальною насиченістю і вибуховістю, рідкісним фантастичним баченням літератури та етичністю автора розглянутих тем. Його статті поєднують широку обізнаність про сучасні світові процеси і яскраву, незмінно конструктивну особисту позицію. Актуальним є інтерес до позитивного переходу людини і суспільства до більш розвинених і гуманних форм майбутнього буття.
У своїх публікаціях про А. Славов послідовно стверджує, що фантастика — це не «літературний жанр», а типологічний різновид мистецтва, що зустрічається в літературі, живопису, кіно та інших суспільних формах відображення, у міському фольклорі та анекдоті.